# Přepis egyptských hieroglyfů
Přepis (transliterace) egyptských hieroglyfů je přeměna textů napsaných v egyptském písmu do abecedních symbolů, které reprezentují jednotlivé hieroglyfy.

## Tabulka přepisů
| A |

| A |

| i |

| i |

| i | i |

| i | i |

| y |

| y |

| a |

| a |

| w |

| w |

| W |

| W |

| b |

| b |

| p |

| p |

| f |

| f |

| m |

| m |

| n |

| n |

| r |

| r |

| h |

| h |

| H |

| H |

| x |

| x |

| X |

| X |

| z |

| z |

| s |

| s |

| S |

| S |

| q |

| q |

| k |

| k |

| g |

| g |

| t |

| t |

| T |

| T |

| d |

| d |

| D |

| D |

## Příklady různých schémat pro přepis
Následující text (vytvořený pomocí WikiHiero) je přepsán podle několika běžných schémat:
| M23 | X1 · R4 | X8 | Q2 · D4 | W17 | R14 | G4 | R8 | O29 · V30 | U23 | N26 | D58 | O49 · Z1 | F13 · N31 | V30 · N16 · N21 · Z1 | D45 · N25 |

Erman & Grapow 1926–1953 (Wörterbuch der aegyptischen Sprache)
- ḥtp-dỉ-nśwt wśỉr ḫntỉj ỉmntjw nṯr ˁ3 3bḏw wp-w3wt nb t3 ḏśr

Gardiner 1957
- ḥtp-dỉ-nswt wsỉr ḫnty ỉmntỉw nṯr ˁ3 3bḏw wp-w3wt nb t3 ḏsr

Buurman, Grimal, et al. 1988 (Manuel de codage)
- Htp-di-nswt wsir xnty imntiw nTr aA AbDw wp-wAwt nb tA Dsr
- Dekódovaná strojová verze stejného textu:
- M23-X1:R4-X8-Q2:D4-W17-R14-G4-R8-O29:V30-U23-N26-D58-O49:Z1-F13:N31-V30:N16:N21*Z1-D45:N25

Schenkel 1991
- ḥtp-dỉ-nswt wsỉr ḫnty ỉmntjw nčr ˁ3 3bč̣w wp-w3wt nb t3 č̣sr

Allen 2000
- ḥtp-dj-nswt wsjr ḫnty jmntjw nṯr ˁ3 3bḏw wp-w3wt nb t3 ḏsr

Schneider 2003
- ḥtp-ḍỉ-nśwt wśỉr ḫnty ỉmntjw ncr ɗɹ ɹbc̣w wp-wɹwt nb tɹ c̣śr

Překlad:
Oběť, již dává král Usirovi Chontamentimu, velkému bohu, pánu Abydu, a Wepwawetovi, pánu posvátné země.